# Croce di servizio per meriti religiosi

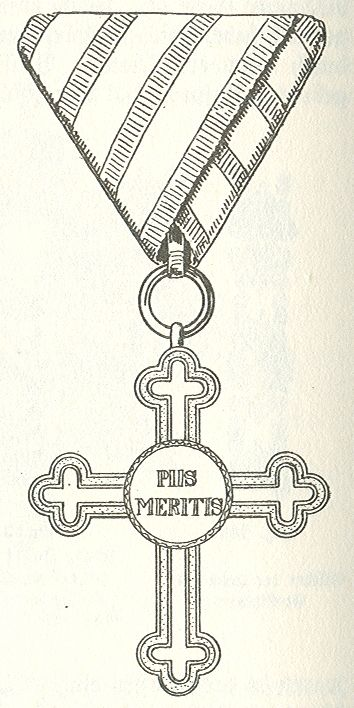
Croce di servizio per meriti religiosi

La croce di servizio per meriti religiosi fu una medaglia di benemerenza fondata nell'ambito dell'Impero austriaco.

## Storia
L'insegna venne istituita il 23 novembre 1801 dall'imperatore Francesco II per ricompensare il clero presente sui campi di battaglia che si fosse distinto particolarmente nell'assistenza e nel conforto religioso delle truppe e che si fossero distinti in particolar modo in situazioni di grave pericolo. Questa onorificenza poteva essere concessa anche in tempo di pace.
La medaglia era concessa in oro o in argento a seconda del merito. A partire dal 13 dicembre 1916 vi si poterono aggiungere anche due spade incrociate nel caso di atti di valore nei confronti del nemico.

## Insegna
L'insegna era costituita da una medaglia a foggia di croce di Brabante smaltata di blu con un medaglione centrale dello stesso colore sul quale si trovavano in oro le parole PIIS MERITIS (per meriti pii). La decorazione, divisa in due classi era così caratterizzata:
I Classe: in oro e con medaglione centrale smaltato in bianco;
II Classe: in argento, con medaglione centrale smaltato in blu.
Il primo tipo presentava il motto "Piis Meritis" scritto in corsivo, il secondo tipo, a caratteri maiuscoli in capitale romano.
Le decorazioni erano soggette ad obbligo di restituzione alla morte del decorato (Rückgabepflicht).
Il nastro regolare dell'ordine era bianco con una striscia rossa su ciascun lato, ma dal 9 maggio 1911 esso venne concesso con un nastro completamente bianco.